# Bessarabiendeutscher Verein

Wappen des Vereins

Der Bessarabiendeutsche Verein ist ein eingetragener Verein mit Sitz in Stuttgart. In ihm zusammengeschlossen haben sich Bessarabiendeutsche, die Bessarabien bei der Umsiedlung 1940 verlassen haben, und ihre Nachkommen. Vereinsziel ist die Bewahrung der Kultur und der Werte der Bessarabiendeutschen, deren Vorfahren Anfang des 19. Jahrhunderts nach Bessarabien im Zarentum Russland ausgewandert waren. Außerdem vertritt der Verein seit Januar 2009 die Dobrudschadeutschen und die Bulgariendeutschen, die zuvor in der Landsmannschaft der Dobrudscha- und Bulgariendeutschen zusammengeschlossen waren.

## Sitz und Organisation
Der Vereinssitz befindet sich in Stuttgart im Haus der Bessarabiendeutschen. In Hannover wurde die Geschäftsstelle Nord betrieben, die zuvor Sitz des Hilfskomitees der Evangelisch-lutherischen Kirche aus Bessarabien war. Vereinsvorsitzender war von der Vereinsgründung im Jahr 2006 bis 2011 Ingo Rüdiger Isert. Seit 2019 ist Brigitte Bornemann Vorsitzende. Stellvertreter sind Renate Nannt-Golka, Erika Wiener und Egon Sprecher. Dem Vorstand gehören 15 Beisitzer sowie der Bundesgeschäftsführer Hartmut Knopp (Stand 2022) an. In den einzelnen Bundesländern gibt es, je nach Anteil an Vereinsmitgliedern, 65 gewählte Delegierte. Am stärksten ist mit Abstand Baden-Württemberg vertreten. Die Delegierten wählen den 20-köpfigen Vereinsvorstand. Der Verein hatte nach eigenen Angaben im Jahr 2018 rund 1900 Mitglieder.
Im Haus der Bessarabiendeutschen wird vom Verein das Heimatmuseum der Deutschen aus Bessarabien und der Dobrudscha betrieben. 2009 kam ein weiterer Ausstellungsort im früheren Bessarabien hinzu. Es handelt sich um das Edwin-Kelm-Museum in Friedenstal. Der langjährige Bundesvorsitzende der Landsmannschaft der Bessarabiendeutschen Edwin Kelm erwarb dort Mitte der 1990er Jahre den früheren Bauernhof seiner Großeltern. Er ließ die Hofanlage restaurieren und die inzwischen abgerissenen Wirtschaftsgebäude, die Sommerküche und den Brunnen wieder errichten. Daraus wurde das bessarabiendeutsche Dorf- und Bauernmuseum unter seinem Namen. Die Hofanlage repräsentiert mit ihren ausgestellten landwirtschaftlichen Arbeitsgeräten eine typische Landwirtschaft der deutschstämmigen Bevölkerung, bevor sie das Land 1940 nach der Besetzung durch die Sowjetunion verließ. 2009 übereignete Edwin Kelm das Museum dem Bessarabiendeutschen Verein.

## Bundesvorsitzende
- 1950–1953  Christian Kalmbach
- 1953–1976  Otto Broneske
- 1976–1982 Christian Fieß
- 1982–2004 Edwin Kelm
- 2004–2011 Ingo Rüdiger Isert
- 2011–2019 Günther Vossler
- Seit 2019 Brigitte Bornemann

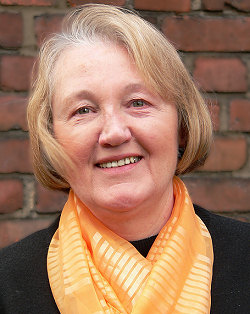
Erika Wiener, stv. Vereinsvorsitzende
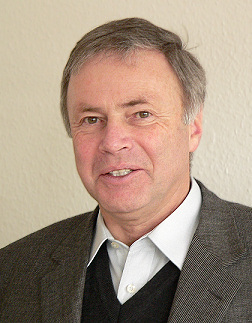
Ingo Rüdiger Isert, Vereinsvorsitzender bis 2011
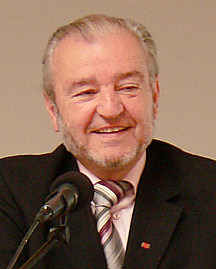
Arnulf Baumann, ehemaliger stv. Vereinsvorsitzender
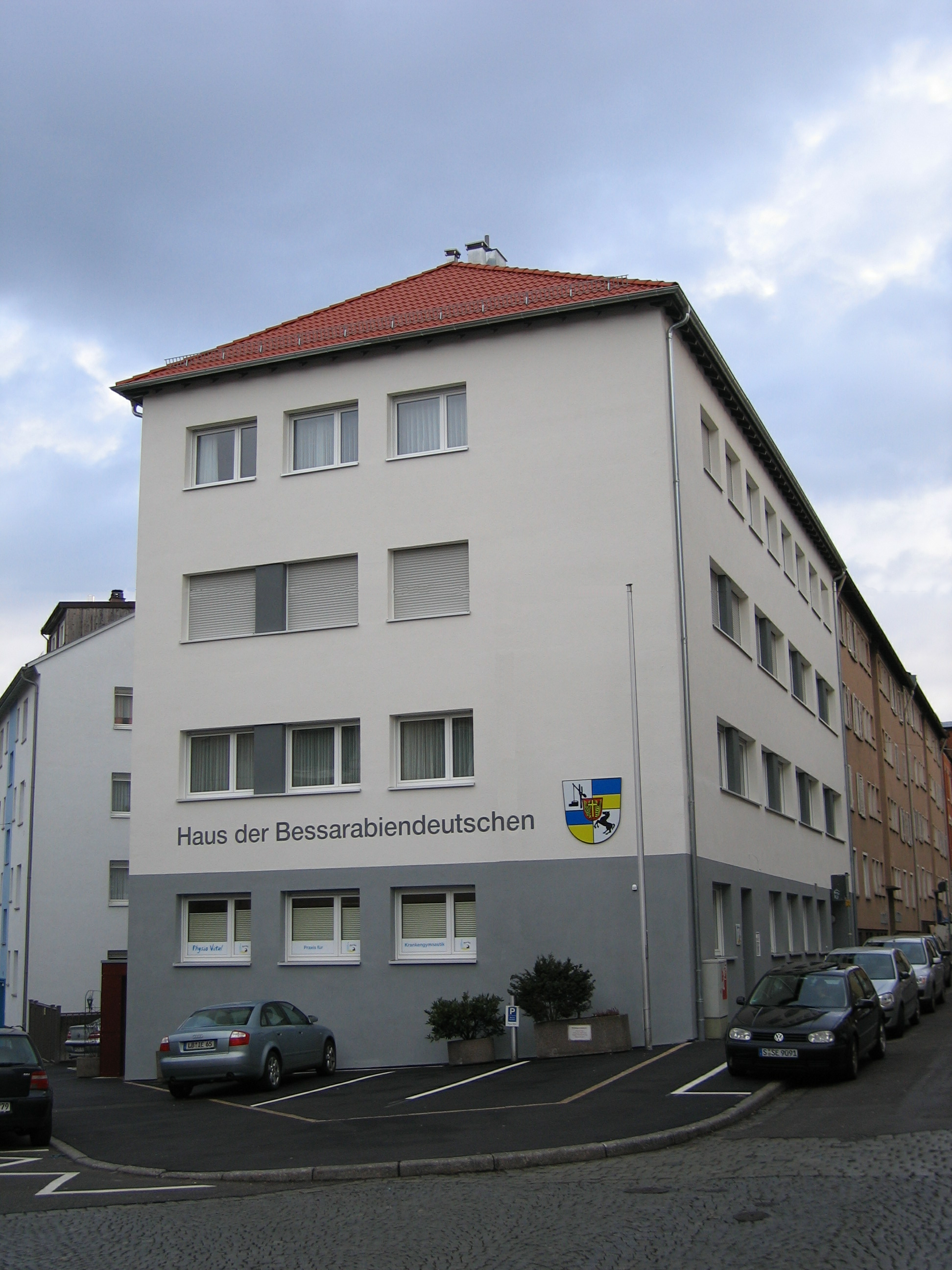
Haus der Bessarabiendeutschen in Stuttgart

## Gründung durch Zusammenschluss
Der Verein entstand am 1. Januar 2006 durch die Fusion der bisherigen bessarabiendeutschen Vereinigungen:
- Landsmannschaft der Bessarabiendeutschen
- Heimatmuseum der Bessarabiendeutschen
- Hilfskomitee der Ev.-luth. Kirche aus Bessarabien

Obwohl die Vereinsfusion 2006 stattfand, wurde aus formellen Gründen als Gründungsdatum des Vereins das Datum der Gründung des Hilfskomitees am 17. Juni 1946 genommen. Die ebenfalls bessarabiendeutsche Vereinigung Alexander-Stift (Diakonische Altenpflegeeinrichtung) wurde wegen ihrer Wirtschaftskraft von ihrem Trägerverein, dem bisherigen Hilfskomitee der Ev.-luth. Kirche aus Bessarabien, in die Selbstständigkeit entlassen.
Mit der Fusionierung bündelten sich die Nachkommen der deutschstämmigen Bevölkerungsgruppe aus Bessarabien in einem Großverein. Der Personenkreis, der bis zur Umsiedlung von 1940 in Bessarabien geboren wurde oder gelebt hat, wird beständig kleiner.
Im September 2008 beschlossen die Mitglieder der Landsmannschaft der Dobrudscha- und Bulgariendeutschen mehrheitlich, sich dem Bessarabiendeutschen Verein anzuschließen. Grund für den Anschluss sind Auflösungserscheinungen der Landsmannschaft, da viele ihrer Mitglieder aus der Erlebnisgeneration mittlerweile verstorben sind. Beide deutschen Volksgruppen aus der Dobrudscha und Bessarabien sind durch ihre Herkunft eng verbunden. Die Dobrudschadeutschen bildeten sich zum großen Teil aus Bessarabiendeutschen, die in der zweiten Hälfte des 19. Jahrhunderts ins Nachbargebiet auf der Suche nach Ackerland ausgewandert waren. Die Fusion wurde einstimmig auf einer außerordentlichen Mitgliederversammlung am 15. Januar 2009 beschlossen.

## Vereinsangebote
Der Verein bietet an eigenen Aktivitäten und Einrichtungen:
- Haus der Bessarabiendeutschen mit Fest- und Tagungsräumen
- Heimatmuseum
- Bibliothek[4][5] und Bildarchive
- Familienkunde
- Glaubens- und Frauenarbeit
- Kultur- und Traditionspflege
- Reisen ins frühere Bessarabien und in Ansiedlungsgebiete in Polen
- Unterstützung von Heimatortsgemeinschaften
- Monatliche erscheinende Zeitung Mitteilungsblatt in einer Auflage von 3000 Exemplaren (2009)
- Jährliche Herausgabe des Jahrbuchs der Deutschen aus Bessarabien

## Vereinszweck
Zweck des Vereins ist laut Satzung:
- Pflege der Gemeinschaft unter den Deutschen aus Bessarabien und ihren Nachkommen
- Fortführung der kulturellen, gesellschaftlichen und glaubensmäßigen Werte und Traditionen der Bessarabiendeutschen
- Bewahrung der bessarabiendeutschen Geschichte und Kultur
- Förderung publizistischer Arbeit durch eigenes Presseorgan und Bücher, Medien
- Vertreten der Bessarabiendeutschen in der Öffentlichkeit
- Kontakte in die frühere Heimat Bessarabien mit Unterstützung der dortigen Bewohner
- Pflege der Erinnerung an die Anwesenheit der Bessarabiendeutschen im früheren Bessarabien durch Errichtung von Gedenksteinen, Schaffung von Ortsmuseen

## Geschichtliche Aufarbeitung der Zeit des Nationalsozialismus
2009 rief der Verein eine Bessarabiendeutsche Historische Kommission ins Leben, um die Zeit des Nationalsozialismus unter wissenschaftlichen Ansprüchen aufzuarbeiten. Ihr gehören sieben anerkannte Persönlichkeiten (Arnulf Baumann, Horst Eckert, Heinz Fieß, Edwin Kelm, Werner Schäfer, Cornelia Schlarb, Ute Schmidt) des Vereins an. Untersucht wurden einzelne zeitliche Abschnitte, wie:
- 1930er Jahre in Bessarabien mit dem aus Deutschland kommenden Nationalsozialismus und seinen Auswirkungen
- 1940 mit der Umsiedlung und dem Einbürgerungsverfahren, den Bedingungen in den Umsiedlungslagern und der Rekrutierung von Bessarabiendeutschen für die Waffen-SS
- ab 1941 mit der Ansiedlung im Wartheland und in Danzig-Westpreußen im besetzten Polen
- Nachkriegszeit in Deutschland mit der Nachwirkung der NS-Zeit und der Übernahme früherer Führungseliten